# أوتو بوكانان إليوت
أوتو بوكانان إليوت هو سياسي كندي، ولد في 26 سبتمبر 1886 في ايرين في كندا، وتوفي في 26 أغسطس 1979 في كلارينغتون في كندا. حزبياً، نشط في Social Credit Party of Canada ‏. وقد انتخب عضو مجلس العموم الكندي.